# توفو مقلي

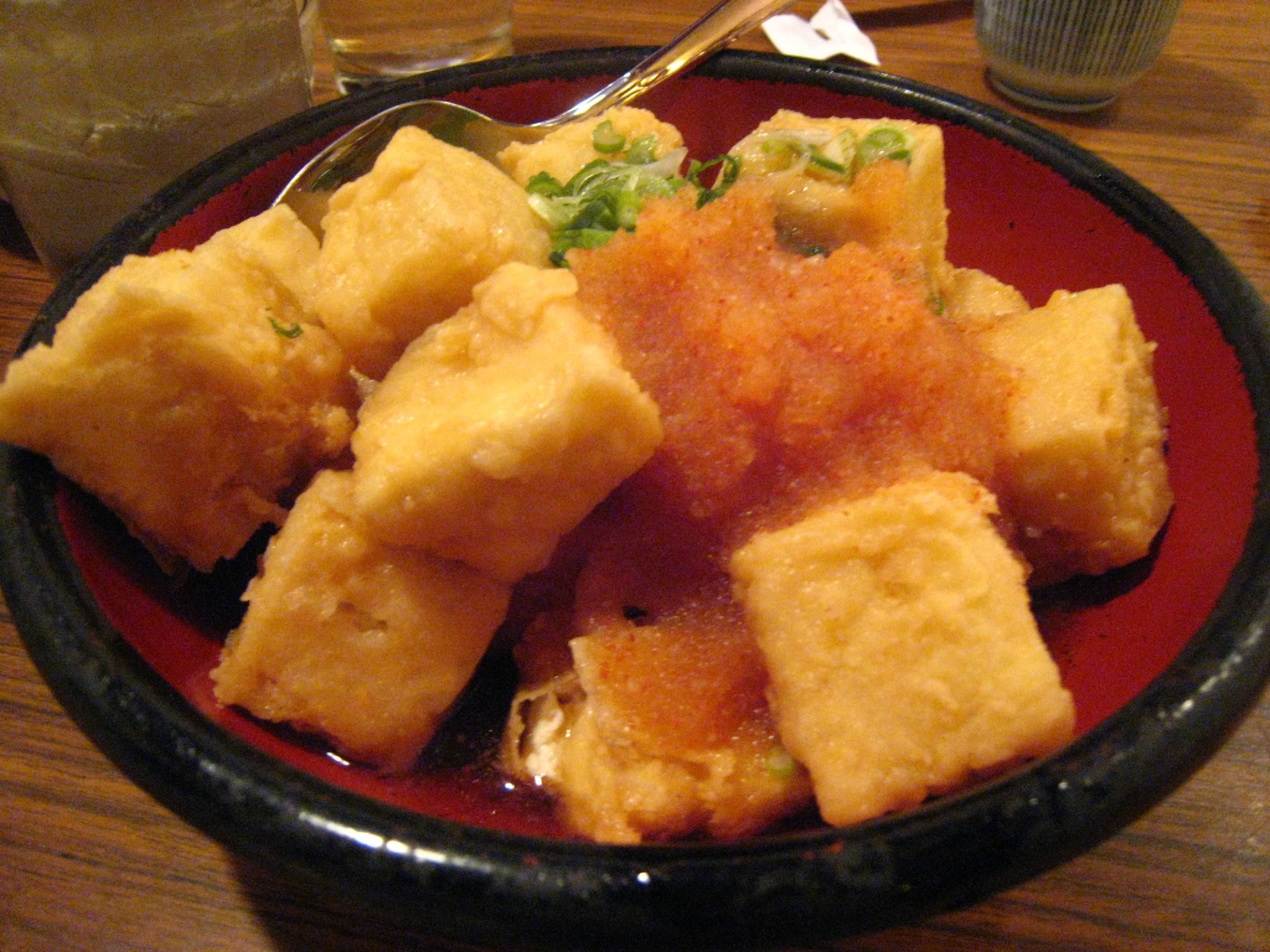
قطع من التوفو المقلية والشهية

التوفو المقلي (باليابانية: 揚げ出し豆腐)، أغيداشي دوفو، "التوفو المقلي قليلاً") هو طبق توفو ياباني، ويعتبر من الأطباق التي تؤكل ساخنة. يتم تقطيع التوفو الطري أو متوسط الصلابة إلى مكعبات، ومن ثم يتم تبهيرها بنشأ البطاطا أو نشأ الذرة، وبعد ذلك يتم طهيها بقلي عميق حتى يصبح ل
ونها بنياً ذهبياً.
بعد ذلك، يقدم الطبق في مرق ساخن من الداشي والميرين وصلصة الصويا اليابانية مع النيجي (نوع من البصل الأخضر) المفروم ناعماً، ثم يوضع على وجهه ديكون مبروش أو كاتسوؤبوشي مبروش. 

## تاريخ الطبق
إن طبق التوفو المقلي من الأطباق اليابانية القديمة المشهورة، حيث تم إدراجه في الكتاب الياباني لطبخ التوفو بعنوان مئة توفو (Tofu Hyakuchin)، الذي تم نشره عام 1782م. حيث احتوى الكتاب أيضاً على أطباق أخرى مثل: التوفو المبرد (hiyayakko) والتوفو المسلوق (yudofu).

## أطباق أخرى
مع أن التوفو المقلي هو الأشهر، إلا أنه يمكن تحضير أطباق أخرى بنفس الطريقة، كطبق الباذنجان المقلي (揚げ出し茄子) المحضر باستخدام الباذنجان.